# Dioon merolae
Dioon merolae är en kärlväxtart som beskrevs av De Luca, Sabato och Vásq. Torres. Dioon merolae ingår i släktet Dioon och familjen Zamiaceae. IUCN kategoriserar arten globalt som sårbar. Inga underarter finns listade i Catalogue of Life.

## Bildgalleri

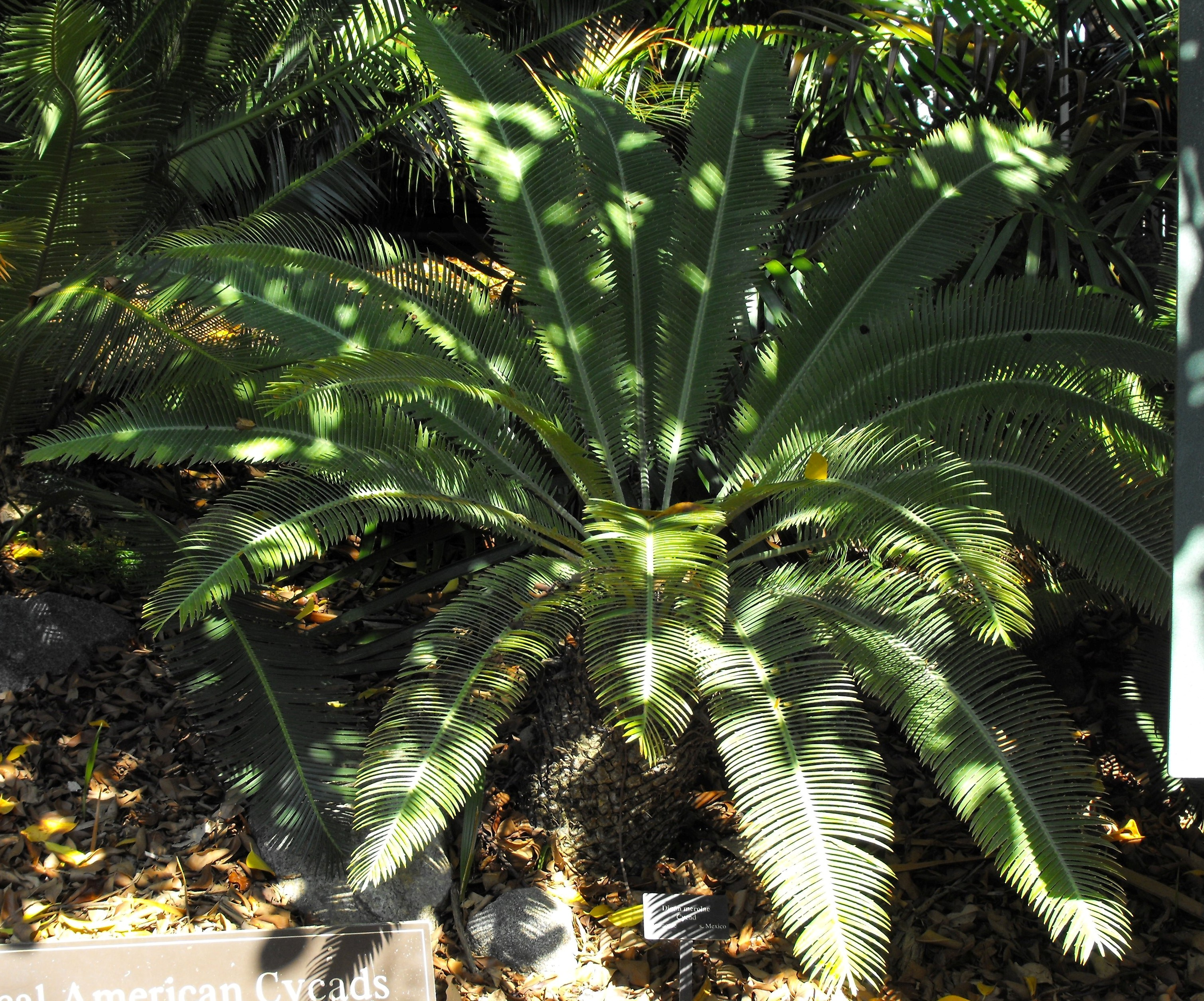